# نادي ملبورن لكرة القدم
نادي ملبورن لكرة القدم (بالإنجليزية: Melbourne Football Club)‏ هو نادي كرة القدم الأسترالية أسترالي تأسس في 1859 ، يقع مقره الرئيسي في ملبورن، ويلعب في دوري كرة القدم الأسترالية.

## وصلات خارجية
- الموقع الرسمي